# Bataille de Heligoland (1914)
Pour les articles homonymes, voir Bataille de Heligoland.
Première Guerre mondiale
Batailles
- Blocus allié de l'Allemagne
- Odensholm (08-1914)
- 1re Heligoland (08-1914)
- Action du 22 septembre 1914
- Falklands (12-1914)
- Dogger Bank (01-1915)
- Gotland (07-1915)
- Golfe de Riga (08-1915)
- Yarmouth et Lowestoft (04-1916)
- Jutland (05-1916)
- Funchal (12-1916)
- Combat entre le Leopard et le HMS Achilles
- Pas-de-Calais (04-1917)
- Combat entre le HMAS Sydney et le LZ92
- Détroit de Muhu (10-1917)
- 2e Heligoland (11-1917)
- Croisière de glace (02/03-1918)
- Zeebruges (04-1918)
- 1er Ostende (04-1918)
- 2e Ostende (05-1918)
- Sabordage allemand à Scapa Flow (06-1919)

Bataille de la mer Noire
- 12 octobre 1914
- Odessa (10-1914)
- Novorossiisk
- Feodosia
- Cap Sarytch
- île Kirpen (1re)
- île Kirpen (2e)

Front d'Europe de l'Ouest
Front italien
Front d'Europe de l'Est
Front des Balkans
Front africain
Front du Moyen-Orient
La bataille navale de Heligoland, qui a eu lieu le 28 août 1914, fut l'une des premières batailles navales de la Première Guerre mondiale. Elle a opposé les deux plus grandes flottes mondiales : la Grand Fleet (flotte anglaise) et la Kaiserliche Marine (flotte allemande). Elle a également influencé toute la stratégie et le cours de la guerre en mer lors de la Première Guerre mondiale.

## Présentation générale de l'île d'Heligoland
L’île d’Heligoland se trouve au sein de l’archipel allemand d’Heligoland, situé dans le Sud-Est de la mer du Nord.
L’archipel d’Heligoland appartenait au Danemark depuis 1417. Cependant, le 31 août 1807, la garnison danoise fut chassée de l’île d’Heligoland par une escadre britannique.
À partir de 1808, des licences de commerce délivrées par le gouvernement de Londres à des négociants britanniques firent de l’archipel d’Heligoland une plaque tournante de la contrebande permettant de contourner le blocus continental instauré par Napoléon Ier. L'archipel fut officiellement annexé par le Royaume-Uni en 1814. En 1855, l’île d’Heligoland servit de base de formation à la légion étrangère levée en Allemagne par le gouvernement britannique pour combattre l'Empire russe durant la guerre de Crimée.
En 1890, selon les termes du traité Heligoland-Zanzibar, le Royaume-Uni échangea Heligoland avec l'Empire allemand contre certaines possessions allemandes en Afrique de l'Est et la promesse de l'Empire allemand de ne pas interférer dans la politique britannique concernant le sultanat de Zanzibar.

## Le contexte mondial: deux armées en recherche d'une hégémonie maritime
La bataille d’Heligoland eut lieu durant la Première Guerre mondiale, qui a opposé d’un côté les aspirations navales de l’Allemagne et de l’autre la volonté anglaise de maintenir sa domination maritime.
Deux événements essentiels ont mené à la Première Guerre mondiale : la course pour la domination maritime engagée entre l’Allemagne et l’Angleterre, et les stratégies de guerre produites par les deux ennemis. Ces deux événements sont également à l’origine de la guerre navale en mer du Nord et de la bataille d’Heligoland, considérée comme le premier combat naval entre les flottes britannique et allemande.

### La montée en puissance de la Kaiserliche Marine
C’est avec l’arrivée au pouvoir de l’empereur allemand Guillaume II en 1888 que l’Allemagne commence la construction d’une grande flotte océanique. Ce sont principalement des raisons politiques qui le poussent dans cette entreprise. Guillaume II est en effet un ardent défenseur de la Weltpolitik (politique mondiale) qui insiste sur le rôle clé d’une politique étrangère puissante de l’Allemagne, afin de peser sur les relations internationales. Un grand pouvoir commercial ne peut maintenir ses positions économiques sans une flotte navale conséquente. Afin d’être efficace, une telle flotte doit inclure des bateaux de guerre pour être en mesure de repousser la flotte ennemie.
C’est pour servir ces différents desseins que l’Empereur allemand consacre son règne à la construction d’une telle flotte. Il avait également l’objectif de faire de l’Allemagne un État « désiré comme ami, et craint comme ennemi. »
Les buts de Guillaume II ont été énoncés dans l’un de ses discours aux officiers de l’armée allemande en 1900 : « tel que mon Grand-Père le fit pour son armée, je vais, pour Ma Flotte, continuer de manière infaillible et similaire le travail de réorganisation afin d’égaliser la puissance de la force marine et des forces armées terrestres. C’est par ce biais que l’empire allemand sera en position d’obtenir la place qu’il n’a pas encore atteinte. »
Le premier succès de cette entreprise (prise en main par Alfred Von Tirpitz, officier responsable de la construction navale et de l’administration de la Marine) fut l’approbation par le Reichstag de la Première Loi Navale en 1898. Cette mesure donna lieu à la construction de 19 bateaux de guerre, 8 cuirassés blindés, 12 grands cuirassés et 30 petits cuirassés.
Les ambitions allemandes sont mal accueillies par Londres, qui voit désormais l’Allemagne comme un concurrent de plus en plus puissant.
La seconde loi Marine en 1900, qui prévoit de doubler la taille de la flotte jusqu’à 38 bateaux de guerre, 20 cuirassés blindés et 38 petits cuirassés, inquiète davantage les Britanniques, qui considèrent désormais l’Allemagne comme pouvant rivaliser avec l’Angleterre pour la suprématie maritime.

### La Royal Navy et ses ambitions maritimes
Face à la menace allemande, les autorités britanniques s’engagent dans une course à l’armement naval, en partie responsable de la montée des tensions qui a conduit à la Première Guerre mondiale. C’est après 1906 que cette course s’accroît, avec l’acquisition par la Grande-Bretagne (à travers le travail du 1er Lord de la Mer  John Fisher (1904 – 1910))  de nouveaux bateaux aux technologies avancées (les bateaux de guerre appelés dreadnoughts), rendant les bateaux précédents obsolètes, et consacrant la puissance maritime de la Grande-Bretagne. Les tensions s’accroissent entre 1906 et 1914.
Au déclenchement de la Première Guerre mondiale en août 1914, les deux nations détiennent la première et la seconde puissance navale du monde. À cette époque, l’Angleterre dispose de 22 nouveaux dreadnoughts, 9 cuirassés de combat, 121 cuirassés de différents types et âges, et 221 contretorpilleurs. L’Allemagne, quant à elle, dispose de 1 dreadnought, 5 cuirassés de combat, 40 cuirassés de types variés, et 90 contretorpilleurs. C’est lors du conflit d’Heligoland que ces navires combattent pour la première fois.
L’augmentation des dépenses navales alimente la haine des Britanniques contre les Allemands, et pousse les premiers à changer de politique étrangère, jusque-là marquée par une prise de distance par rapport aux alliances continentales (la politique du « Splendide isolement »). Les Britanniques multiplient désormais les alliances politiques dans le but de contrer la menace allemande. La première alliance est établie en 1902 avec les Japonais : elle permet aux Britanniques de concentrer leurs forces contre la Marine allemande dans la zone maritime dominée par l’Angleterre, et non dans les eaux asiatiques. En 1914, la Grande-Bretagne est également membre de la Triple-Entente aux côtés de la France et la Russie.
L’Allemagne considère désormais la marine britannique comme son principal ennemi en cas de guerre européenne. C’est dans ce contexte que la mer du Nord, et notamment l’île d’Heligoland deviendra la scène principale des opérations navales entre les deux pays.

### Heligoland: une île stratégique dans le conflit mondial
Malgré sa petite taille, l’île d’Heligoland a une importance primordiale en termes de stratégie navale en mer du Nord. Sa proximité avec l’Allemagne accroît son rôle potentiel. Alors que l’île est à 470 kilomètres de la côte est britannique, elle n’est qu’à 25 kilomètres des embouchures de l’Elbe, Jade et Weser. Cela signifie donc qu’elle est la porte d’entrée donnant sur les eaux territoriales allemandes, et consécutivement, qu’elle permet d’accéder aux ports allemands majeurs. Heligoland est à 55 kilomètres au nord-ouest du port de Cuxhaven, et à 70 kilomètres du port de Wilhelmshaven.
C’est à la fin des années 1880 que l’Allemagne souhaite acquérir l’île d’Heligoland. En effet, les politiciens allemands, et notamment Otto von Bismarck, reconnaissent l’utilité de l’île, pas uniquement pour défendre les ports allemands, mais également pour surveiller l’ouverture à l’ouest du canal de Kiel, qui permet un transit plus rapide des unités navales allemandes entre la mer du Nord et la base navale de Kiel dans la mer Baltique. En 1890, alors que la construction du canal n’est pas achevée, l’île d’Heligoland est cédée aux Allemands. Avec Heligoland en leur possession, les Allemands sont libres de construire une base défensive afin de sauvegarder les eaux autour de l’île, et les ports de la marine allemande.
Leur stratégie centrale est celle d’une action décisive en mer. Ce but fut enraciné dans les ordres de guerre du premier juillet 1908 destinés au commandant en chef de la flotte britannique : « le principal objectif est de conduire la majeure partie de la flotte allemande à mener une action décisive, toutes les autres opérations étant alors secondaires ». La méthode pour arriver à ce but se concentre en premier lieu sur l’organisation d’un blocus par la Royal Navy. C’est en effet en effectuant un blocus contre les ports ennemis que la Grande-Bretagne compte dégrader l’économie de la nation allemande, et ainsi, sa capacité à se battre.

#### Un renforcement de la domination maritime pour la Navy
Heligoland occupe donc une position importante dans les plans de la Navy dès le premier stade du conflit.
Les officiers de la marine espèrent en effet qu’un blocus forcerait les troupes ennemies à sortir afin de contrer le blocus et ainsi écarter une ruine économique et militaire. Les Britanniques sont persuadés que leur supériorité militaire leur assurerait une victoire. Le 23 août 1911 a lieu une réunion sur la stratégie militaire à adopter pour la guerre contre l’Allemagne. Wilson insiste sur la nécessité d’organiser un blocus contre l’Allemagne, mais surtout réaffirme la nécessité d’obtenir l’île d’Heligoland, afin de l’utiliser comme une base avancée des opérations concernant le blocus, mais également parce qu’elle est un point stratégique permettant la possible capture des ports allemands. Il affirme que la capture des ports allemands paralyserait l’activité navale allemande, et permettrait de servir de diversion aux Français, engagés dans un combat à terre sur le front européen.

#### La première rampe de lancement allemande
La stratégie allemande établie en 1905 pour contrer l’ennemi anglais insiste sur la nécessité de construire des installations et des défenses sur Heligoland, et sur les bases navales de la mer du Nord en général. Le but des Allemands est de conserver leur flotte intacte, tout en causant d’importantes pertes à la Navy. En 1908 est conçu un plan de bataille, partisan d’une stratégie offensive plutôt que défensive. L’objectif principal est de réduire les forces de la Navy pour ensuite mener une attaque décisive.
En 1912, la Kaiserliche Marine allemande adopte des ordres opérationnels :

« Sa majesté l’empereur a ordonné ce qui suit pour la conduite de la guerre en Mer du nord : d'une part, le but des opérations doit être de causer des dommages à la flotte anglaise par le biais d’offensives avancées contre les patrouilles ou les forces organisant le blocus dans la zone allemande… et lorsque c’est possible, d’engager des offensives sous-marines aussi loin que possible des côtes anglaises. D'autre part, après une égalisation des forces permise par cette conduite de la guerre, il est préférable que notre flotte s’engage dans le combat sous des circonstances favorables, après une préparation et un rassemblement de toutes les forces. »

Mais finalement, l’Allemagne entre dans la Première Guerre mondiale sans une stratégie navale définie.

### La structure bureaucratique: limite des deux armées navales
Les forces navales britanniques et allemandes ont souffert de désavantages bureaucratiques qui ont eu un effet direct sur les événements qui ont suivi, et notamment lors de la bataille d’Heligoland.

#### Les limites bureaucratiques de la marine britannique
L’administration navale de la Grande-Bretagne est en effet divisée en deux entités, qui sont soumises à l’autorité du premier ministre, à l’époque, Herbert Asquith : l’administration originelle de la British Navy et la Naval War Staff (aussi connue sous le nom de « Admiralty War Staff (en) »), entité conçue spécialement en 1912 pour la conduite d'une guerre.
Entre les deux branches de la Royal Navy, d’importantes lacunes de communication et de concurrence se créent. De plus, comme le souligne le contre-amiral H.G. Thursfield, qui a servi dans les divisions combattant lors de la bataille, la plupart des membres importants des équipes censés mener les opérations ne sont arrivés que deux ans avant le début de la guerre, et ne connaissaient donc pas complètement leurs devoirs : ils manquaient terriblement d’expérience.
Cette bureaucratie complexe a donc rendu difficile la coordination d’actions entre l’Admiralty et les forces engagées en mer. La bataille d’Heligoland a illustré cette contrainte.

#### Les limites bureaucratiques de la marine allemande
Du côté allemand, les problèmes bureaucratiques sont encore plus importants : à la suite de la réorganisation de la bureaucratie et du fonctionnement de la flotte allemande par l’empereur Guillaume II, la structure de l’administration navale allemande est telle qu’aucun individu ne peut exercer un pouvoir important et décisif. Le pouvoir ultime reste entre les mains de l’empereur. Ses pouvoirs concernant la marine allemande ont été clairement définis à l’article 53 de la constitution allemande de 1871. Cet article dispose que : « la Force marine de l’Empire est unie sous le commandement suprême du Kaiser (empereur allemand). L’organisation et la structure de la Force marine allemande est sous la juridiction du Kaiser (empereur allemand), qui nomme les officiers et les personnes civiles de la force maritime allemande, et reçoit une preuve directe d’allégeance ». Cette structure de commandement est l’une des faiblesses majeures de la marine allemande lors de la bataille d’Heligoland.
Le 28 août 1914, les patrouilles maritimes de l’Empire allemand sont attaquées par les forces navales britanniques. Sous les ordres du commodore Reginald Tyrwhitt, la force britannique Harwich lance une offensive sur la base d'Heligoland située au nord-ouest du pays. Une flottille de sous-marins dirigée par le commodore Roger Keyes accompagnait la force Harwich. Malgré une planification britannique efficace pour détruire les forces navales allemandes, une grande confusion au moment de la bataille eut lieu, confusion qui s’est avérée dangereuse sur le champ de bataille. En effet, l’Amirauté considérait l’alliance de la force britannique Harwich et des sous-marins complémentaires comme suffisante mais le commandant en chef de la Grand Fleet (principale flotte de la Royal Navy), Jellicoe, a décidé d’envoyer une nouvelle couverture pour porter assistance à la force Harwich. Cette couverture était composée de l’escadre du vice-amiral Beatty et de celle du commodore William Goodenough. Cependant Keyes et Tyrwhitt n’étaient pas au courant de ces ajouts d’effectifs : ce manque d’informations a provoqué une certaine confusion dans la bataille.

## Le plan d'attaque britannique à la veille de la bataille
Le plan britannique consiste au départ en une attaque nocturne dont le but est de détruire les forces navales allemandes d'Heligoland. L’objectif de la manœuvre était évident : les sous-marins britanniques devaient attirer les quelques navires allemands hors de la base. Ces derniers auraient ensuite dû être détruits par 31 navires britanniques, accompagnés de 9 sous-marins .
L’attaque devait avoir lieu le 28 août 1914. Les sous-marins devaient quitter leurs positions initiales le 26 août et partir ensuite au combat. Keyes devait naviguer sur le « destroyer Lurcher ». Les navires de « surface » étaient censés lever l’ancre vers Heligoland le 27 août. Mais, à la suite des tensions entre les amiraux respectifs, ils ont eu du retard.
Le plan britannique devait donc être rapide et efficace : il avait pour but de déséquilibrer la flotte allemande et de permettre aux Alliés de gagner quelques batailles, ce qui aurait consécutivement permis de faire reculer la Triple Alliance.

## Le déroulement de la bataille d'Heligoland

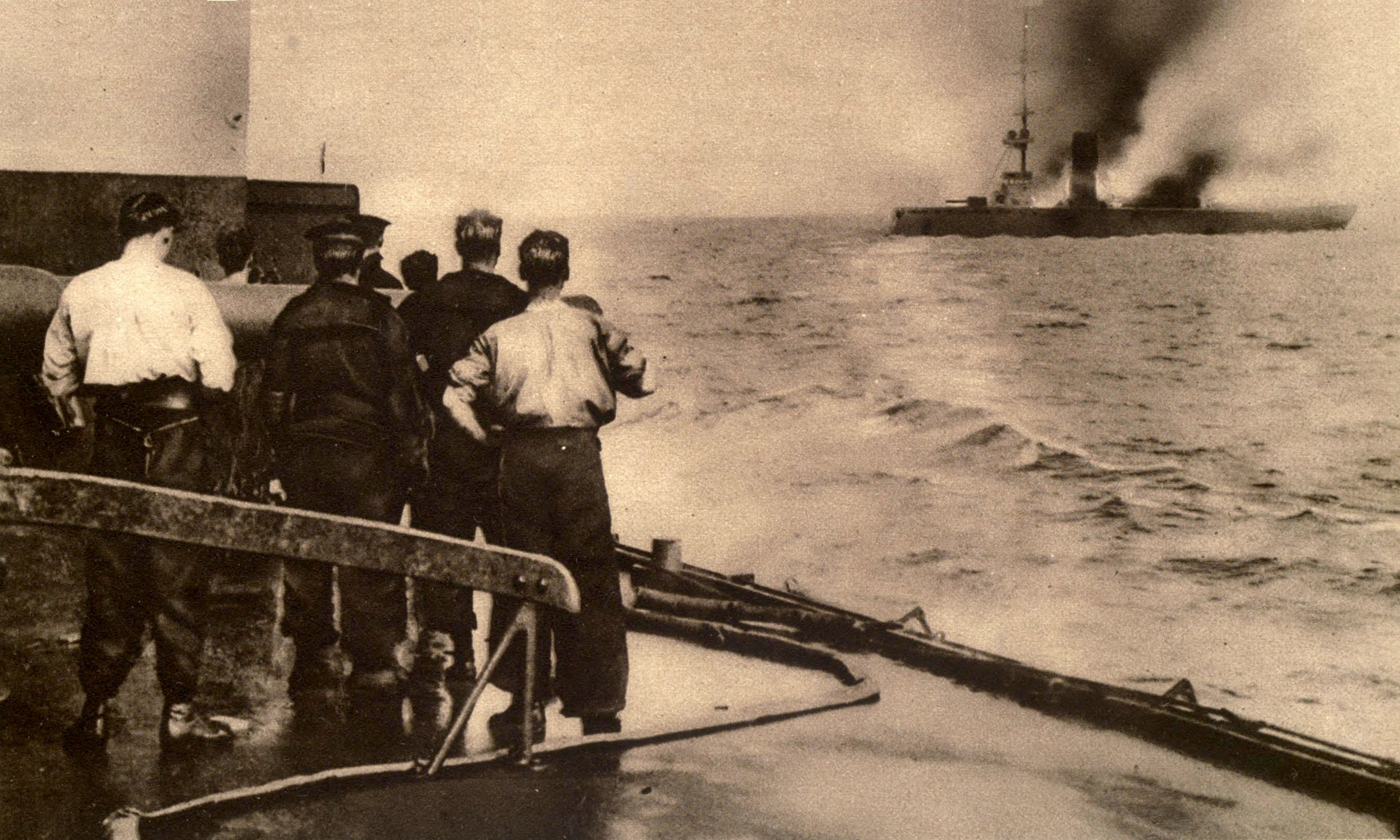
Naufrage du Mainz.

Cette bataille navale se divise en trois phases : l’attaque éclair de la Royal Navy, suivie d’une confusion de bateaux dans la flotte anglaise et enfin la phase finale.

### L’attaque éclair de la Royal Navy (7h00-8h15)
L'Arethusa, le bâtiment éclaireur qui devait donner les informations à la Royal Navy concernant les positions des différents bateaux allemands, avait au départ aperçu un destroyer allemand prêt à répondre à une attaque adverse.
C’est après ces informations transmises que les navires de la Royal Navy se sont engagés dans la bataille, en suivant leur plan, malgré les nombreuses confusions existantes quant aux effectifs présents sur le champ de bataille. Tyrwhitt, perturbé dans un premier temps, a donc suivi le plan d’attaque pendant toute la durée des affrontements. Il dira après la bataille : « Les Allemands ont voulu répondre par la force sur une de nos défaillances mais notre plan nous a permis de nous organiser rapidement et d’être efficaces ». Quatre premiers destroyers britanniques ont lancé une première attaque, alertant ainsi les navires allemands. Dans le but d’endiguer cette menace, les contre-attaquants allemands ont été lancés dans la bataille. Cependant, les Britanniques de la Royal Navy avaient tout mis en œuvre pour que le piège se referme rapidement sur les sous-marins ennemis. Les premiers navires allemands ont donc été coulés assez facilement. Suivant toujours le plan, le commodore Reginal Tyrwhitt se dirigea vers l’est et mit moins d’une demi-heure pour détruire les éléments allemands qui devaient contourner le front pour prendre par surprise les navires britanniques. Cependant, la Royal Navy ayant bien étudié les différentes cartes et pièges possibles tendus par la flotte allemande, était prête à toute attaque surprise et les dix destroyers allemands ont été mis hors de combat rapidement.
Malgré une attaque rapide des Britanniques, l’Allemagne réplique par l’envoi de deux croiseurs, le Stettin et le Frauenlob. Cette attaque a, en quelque sorte, renversé de manière radicale le cours de la bataille navale. En effet, les éclaireurs britanniques comme l’Arethusa se sont fait surprendre, notamment par le Frauenlob. Ce dernier était mieux armé : il a donc causé d’importants dommages aux navires britanniques. On compte 37 hommes tués lors de cette attaque, y compris le commandant : la flotte britannique a, par conséquent, considérablement reculé. De plus, le Stettin est parvenu à franchir la ligne de front délimitant l’affrontement entre l’Arethusa et le Frauenlob : il a ainsi pu en profiter pour attaquer les bâtiments britanniques situés à l’arrière. Le croiseur allemand a donc engagé le combat contre les différents sous-marins. Cependant, ces derniers sont parvenus à s’échapper, tout comme certains navires britanniques. Quelques navires ont été touchés mais le Stettin a échoué dans sa mission de destruction.

### Une confusion de bateaux dans la flotte anglaise (8h15-11h30)
Les raisons de la supériorité allemande temporaire peuvent être expliquées par l’incohérence de l’action de la Royal Navy. Celle-ci, n’ayant pas communiqué la demande d’envoi de renfort à Keyes, a été à l’origine d’une confusion dont les conséquences se sont avérées déterminantes. Keyes qui se trouvait  sur le destroyer Lurcher, avait en effet aperçu l’arrivée de nouveaux navires allemands, et s’est donc lancé à la poursuite de ceux-ci. Cependant ce navire était en fait la flotte du commodore Goodenough, renfort envoyé par Jellicoe. Ayant donné l’alerte à toutes les unités, Keyes, assisté de deux sous-marins, a commencé à tirer sur le navire. Heureusement, le commodore britannique s’est rendu compte assez rapidement que ce bateau appartenait à son propre camp et il a donc fait demi-tour pour rejoindre, comme prévu, Tyrwhitt sur le front. Cependant, les sous-marins n’avaient pas été avertis de l’arrêt de l’attaque contre le commodore Goodenough. Ainsi, un des sous-marins en chasse a envoyé deux torpilles contre le Southampton. Elles manquèrent leur but et ce dernier riposta aussitôt, ce qui contraignit le sous-marin à se retirer.
La marine allemande avait envoyé en renfort plusieurs bateaux qui ont, pendant cette période de confusion, détruit certaines des unités britanniques. Ainsi, le Cöln, le Strassburg et l’Ariadne avaient été envoyés en renfort de la base de Wilhelmshaven. Le Mainz était également là pour aider la défense allemande. Le commodore Beatty, en voyant arriver les renforts de la « German High Seas Fleet », souhaitait organiser une « riposte rapide mais avec une stratégie collective ». Ne connaissant pas réellement la nature de l’attaque ainsi que le nombre de navires britanniques présents sur le champ de bataille, l’Amiral Maass, commandant-en-chef de la Kaiserliche Marine, avait en fait décidé de séparer les chemins de ces quatre navires : le but était de trouver l’ennemi le plus rapidement possible. Ainsi, le Strassburg a trouvé l’Arethusa mais n’a pas réussi à le toucher. Le Cöln, sur lequel était Maass, a quant à lui réussi à toucher le bateau du commodore Beatty. Avec cette arrivée des bateaux germaniques, la Royal Navy s’est donc largement retirée. Cependant, la bataille ne se termine pas là. En effet le commandant Tyrwhitt trouvera rapidement la solution pour en finir définitivement avec la bataille d’Heligoland.

### La phase finale (11h30-13h40)
Le navire de Tyrwhitt parvient en 20 minutes à couler le Mainz. L’opération est secondée par Goodenough, venu amener du renfort, ainsi que par le Lurcher de Keyes. Le Strassburg et le Cöln, face à ces nouveaux adversaires, ont attaqué ensemble, mais ce fut un échec. Les bâtiments britanniques étaient plus nombreux et plus rapides que le Cöln. Quant à l’Ariadne, il fut rapidement coulé par l’escadre de Beatty : ces événements ont marqué la quasi-fin de la bataille navale. On doit d’ailleurs à l’amiral Beatty cette déclaration : « Les bateaux allemands sont au fond, nous sommes les vainqueurs ». Si l’Allemagne a envoyé davantage de renforts, ce fut en vain : la bataille était d’ores et déjà remportée par la Royal Navy.

## Bilan
Le bilan en termes matériel et humain est bien différent entre les deux camps.
D’une part, la Royal Navy avait à sa disposition 5 cuirassés, 8 croiseurs, 33 destroyers et 8 sous-marins. 7 destroyers et 2 navires ont été endommagés. La bataille d’Heligoland a fait 35 victimes britanniques.
D’autre part, l’Allemagne disposait lors de cette bataille de 6 croiseurs, 19 torpilleurs et 12 dragueurs de mines. Le bilan final est bien plus lourd que celui de la Royal Navy puisqu’on compte de nombreux dégâts. En termes de bateaux coulés, il y a eu 3 croiseurs, 2 torpilleurs et un destroyer. De plus, 3 destroyers et un croiseur ont été gravement endommagés. En termes humains, la bataille d’Heligoland a fait 712 morts et 336 prisonniers.
La victoire de la bataille d’Heligoland revient donc indéniablement à la Grande-Bretagne.

## Conclusion

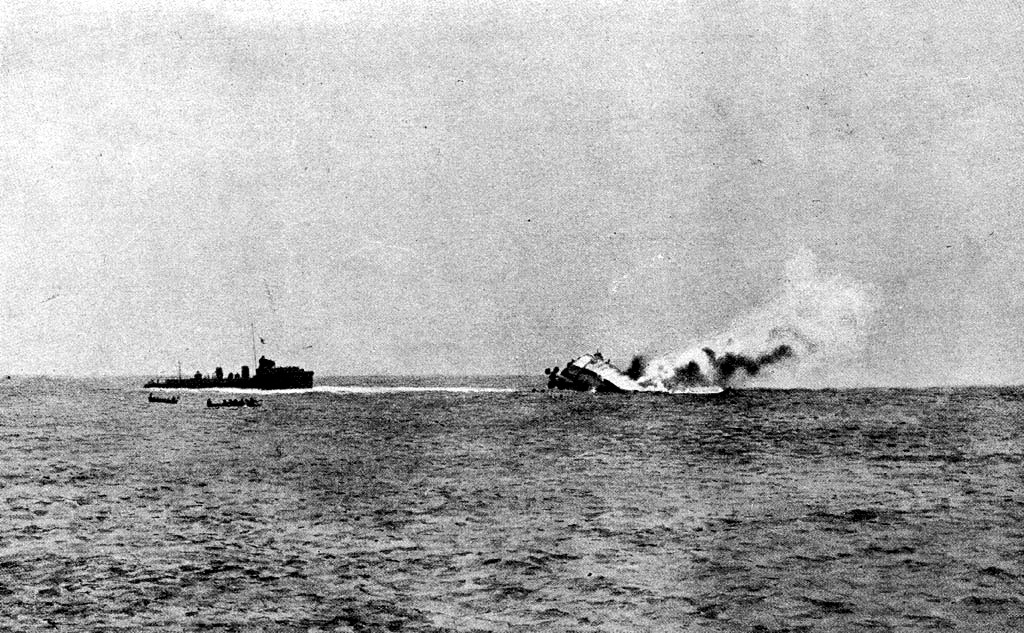
Le Mainz sombre dans les eaux de la Mer du Nord à la fin de la bataille.

La bataille d'Heligoland du 28 août 1914 a été remportée de manière indéniable par la Royal Navy britannique. Les Allemands ont perdu les bateaux les plus puissants de leur flotte : le Mainz, le Cöln et l’Ariadne. De plus le Frauenlob a été sévèrement endommagé, et dans une moindre mesure, le Strassburg et le Stettin.
La bataille d’Heligoland a engendré une remise en question totale de l’efficacité de la flotte allemande. Ainsi, cela se traduit par l’attitude équivoque et douteuse de l’empereur Guillaume II à l’encontre de la flotte allemande. Ce-dernier a en effet déclaré que : « la flotte devrait se retirer et éviter de mener des actions qui mènent à de superbes défaites ». La marine allemande a ensuite été remaniée par l’empereur. À l’inverse, la Grande-Bretagne a démontré sa superpuissance navale et accru sa domination maritime sur les mers européennes. Pour bien différencier les diverses décisions qui ont été prises par la suite, il faut distinguer les deux puissances.
Du côté allemand, la bataille d’Heligoland a eu des conséquences négatives sur l’armée navale. En effet, si l’Empereur a ordonné le remplacement des différents bateaux coulés, d’importants problèmes financiers sont venus entraver ce processus de réarmement. De plus, les stratégies de défense navale des côtes allemandes ont été pointées du doigt par les hauts dirigeants. Alors que Heligoland était tout de même l’une des plus importantes bases navales de l’empire germanique, l’attaque éclair britannique n’a pas pu être contrecarrée par la flotte. La confusion britannique qui a régné pendant une bonne partie de la bataille aurait également pu faciliter l’action des navires allemands, pourtant mis en échec par les forces adverses. L’une des grandes failles de la puissance allemande lors de la bataille d’Heligoland, et au cours de la Première Guerre mondiale en général, a été son absence univoque de répondant dans le domaine maritime. En outre, la guerre sous-marine à outrance a également entraîné la défaite de la flotte allemande.
Du côté britannique, la Royal Navy est sortie plus que grandie de cette bataille. En effet, la flotte britannique, qui a finalement perdu peu de navires, a pu réaffirmer par le biais de la bataille d’Heligoland sa superpuissance sur les eaux européennes du Nord. Cela a donc été plus facile pour les Britanniques d’approcher les côtes ennemies. De plus, les Britanniques représentent désormais une menace continuelle pour les Allemands. Ces derniers ont craint pendant près de 3 ans et demi une nouvelle attaque navale britannique. C’est cette peur qui a permis aux Britanniques, pendant la Première Guerre mondiale, de déstabiliser à maintes reprises leurs ennemis allemands.
La bataille d'Heligoland est un conflit important et décisif de la Grande Guerre, dans le sens où il a été le premier à déstabiliser l’un des deux blocs dans le domaine naval.